# Крейвен, Джон Пинья
Джон Пинья Крейвен (англ. John Piña Craven: 30 октября 1924 — 12 февраля 2015) — американский учёный; внёс заметный вклад в математические методы в прикладных задачах поиска подводных объектов. В годы Холодной войны был научным руководителем отдела специальных проектов ВМФ США. Основным направлением работы Крейвена был поиск и подъём утерянных военных объектов в глубоководных частях мирового океана и другие специальные операции с применением подводных лодок.

## Биография
Джон Пинья Крейвен родился в Бруклине, Нью-Йорк, в 1924 году. Он получил степень бакалавра искусств в Корнельском университете, степень магистра наук в Калифорнийском технологическом институте, степень доктора философии в Айовском университете.
Познакомился со своей будущей женой, Дороти Дрейксмит, во время учёбы в Университете Айовы.
В течение сорока лет занимался различными прикладными исследованиями, связанными с океаном и подводными объектами.
Во время Второй мировой войны Крейвен служил рядовым на линкоре «Нью-Мексико». В 1944 году он был отобран для участия в программе для подготовки офицеров V-12, по результатам которой он получил звание энсина. После получения степени доктора философии, Крейвен работал в модельном бассейне Дэвида Тейлора в Центре надводных боевых действий ВМС в Кардероке, штат Мэриленд, занимаясь разработкой корпусов атомных подводных лодок. За эти разработки он получил две награды за гражданскую службу. Позже он был назначен руководителем проекта по разработке подводных лодок для ракет «Поларис». Крейвен был награждён двумя наградами за выдающуюся гражданскую службу, а также другими благодарностями.
Во время службы во флоте, Крейвен начал использовать байесовские методы поиска для обнаружения потерянных в море объектов. Работа Крейвена сыграла важную роль в поиске пропавшей водородной бомбы, которая была потеряна в Средиземном море у берегов Испании в 1966 году. Следующим крупным достижением Крейвена стал поиск и установление местонахождения подводной лодки USS Scorpion (SSN-589), которая исчезла на большой глубине в Атлантическом океане к западу от Португалии и Испании.
Участвовал в разработке спасательных глубоководных аппаратов.
Во время президенства Картера, Крейвен работал в правительственной комиссии США по изменению погоды. Разработал гипотетический метод уменьшения воздействие тропических циклонов. В 1976 году Крейвен был назначен директором Института морского права.
Согласно журналу Wired, последней областью деятельности Крейвена было обеспечение тихоокеанских островов энергией и пресной водой путём использования глубоководной океанической воды, закачиваемой по трубам из шельфа. Он разрабатывал новый инновационный метод лечения холодной водой, который может привести к значительному прорыву в здоровье и замедлить процесс старения.
Долгие годы жил на Гавайях. В 1994 году пытался стать кандидатом в губернаторы Гавайев. Скончался в Гонолулу 12 февраля 2015 от болезни Паркинсона.

## Проекты
В годы Холодной войны Крейвен участвовал в разработке теории байесовского поиска для обнаружения подводных объектов:
- обнаружение водородной бомбы, потерянной в результате катастрофы B-52 (1966 г.)[3];
- обнаружение затонувшей подлодки USS Scorpion[4].

В качестве руководителя отдела спецпроектов ВМФ США, выполнил ряд уникальных работ:
- переоборудование АПЛ USS Halibut для поиска подводных объектов и спецопераций[6][прим. 1];
- отвечал за работы по созданию глубоководных аппаратов, включая проект SEALAB;
- по слухам, участвовал в разработке специального судна «Гломар Эксплорер» для подъёма К-129.

## Основные работы
- John Piña Craven The Silent War: The Cold War Battle Beneath the Sea

### Комментарии
1. ↑  Именно Halibut обнаружила затонувшую советскую подлодку К-129, на глубине более 3 км (август 1968 г.), что позднее дало возможность провести подъёмные работы (Проект Азориан)